# Kaljī
Kaljī (persiska: كَلجی, كَليج, کلجی) är en ort i Iran.   Den ligger i provinsen Kurdistan, i den nordvästra delen av landet, 500 km väster om huvudstaden Teheran. Kaljī ligger 1 372 meter över havet och antalet invånare är 332.
Terrängen runt Kaljī är bergig. Runt Kaljī är det ganska glesbefolkat, med 34 invånare per kvadratkilometer. Närmaste större samhälle är Pāveh, 16,7 km söder om Kaljī. Trakten runt Kaljī består i huvudsak av gräsmarker.